# 聖母升天 (提香)
《聖母升天》（義大利語：Assunta，1516年－1518年）是文藝復興時期著名藝術家提香繪製的一幅大型油畫。，其主題是聖母升天，放置於威尼斯聖方濟會榮耀聖母聖殿的聖壇上。

## 歷史
《聖母升天》是提香在威尼斯繪製的第一幅名畫，在此後不久他便成爲了威尼斯最有名的畫家之一。這幅畫打破了同類型繪畫的一貫傳統，將聖母的身軀畫得扭曲起來，并戲劇性地繪出打擾到了旁人的使徒。 據稱曾有一個前往朝見查理五世的使臣出現在這幅畫的揭幕儀式上，他詢問一位對這幅畫的水準抱有懷疑的聖方濟各修士自己可否將之買下，以防被別人撤下搬走。 威尼斯日記作家馬力諾·薩努托也曾提到過這件事情。
1818年，這幅畫被移到學院美術館，101年後才回到原地。 當在學院美術館看到這幅畫時，奧斯卡·王爾德曾說這幅畫“絕對是意大利最好的圖畫”。

## 描述
《聖母升天》高6.9（23英尺），寬3.6（12英尺）。提香本人可能曾受過成為鑲嵌畫畫家的訓練，據說該畫的金色背景也就是爲了向威尼斯鑲嵌畫致敬。 在體材上，拉斐爾的《聖容顯現》與這幅畫最為接近。因為這幅畫規格很大，所以可以在不同的角度觀看。
《聖母升天》共分三個層次，最低一層是神態動作各不相同的使徒們。中間是著紅袍、藍斗篷的聖母瑪利亚被智天使們蜂擁著飛向天堂。頂部是俯視下方的上帝，上帝周圍的一個天使拿著聖母的王冠。

### 引用
1. ↑  . Basilica S. Maria Gloriosa dei Frari.   [29 November 2012]. （原始内容存档于2012年12月28日） （意大利语）.
2. ↑  .   [2011-01-24]. （原始内容存档于2011-07-23）.
3. ↑  Metropolitan Museum of Art. . Titian (ca. 1488–1576).   [2011-01-24]. （原始内容存档于2011年1月14日）.
4. ↑  Jaffé, David. . London: National Gallery Company. October 11, 2004: 192. ISBN 1-85709-903-6.
5. 1 2  Durant, Will. . New York: Simon and Schuster. 1953: 778. ISBN 0-671-61600-5.
6. ↑  .   [2011-01-24]. （原始内容存档于2011-05-22）.
7. ↑  Holland, Merlin, ed. Oscar Wilde: A Life in Letters. Fourth Estate: London and New York (2010). (unpaginated) Letter to Lady Wilde, 24 June 1875.
8. ↑  . Amien Forums.   [2011-01-24]. （原始内容存档于2013-02-23）.
9. ↑  .   [2011-01-24]. （原始内容存档于2020-08-15）.
10. ↑  . 智慧的歷史，可汗學院.   [March 12, 2013]. （原始内容存档于2014-10-06）.